# Jean-Étienne Guettard

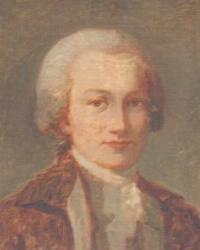
Jean-Étienne Guettard, door de schilder Théodore Charpentier.

Jean-Étienne Guettard (Étampes, 22 september 1715 - Parijs, 7 januari 1786) was een Frans natuuronderzoeker en mineraloog. Hij beschreef de planten in de omgeving van Parijs en deed door heel Frankrijk mineralogisch en geologisch onderzoek.

## Leven en werk
Guettard leerde als kind van zijn grootvader, een apotheker, planten te benoemen en onderscheiden. Hij studeerde medicijnen in Parijs waarbij hij een leerling was van de mineraloog René-Antoine Ferchault de Réaumur en de botanicus Bernard de Jussieu. Daarna legde hij zich toe op de botanie, de bestudering van planten. In 1743 werd hij als botanicus lid van de Académie des Sciences. Hij publiceerde de waarnemingen die zijn grootvader had gedaan aan de planten in de omgeving van Étampes. In 1747 werd Guettard lijfarts van de hertog van Orléans, die hem ook aanstelde als conservator van zijn natuurhistorische verzameling.
Guettard merkte dat er een relatie was tussen de soorten planten en de mineralen die zich in de bodem bevinden, en raakte daardoor geïnteresseerd in mineralen en gesteente. In 1746 berichtte hij de Académie des Sciences zijn bevindingen over de verspreiding van mineralen in de bodem door middel van een kaart. Hij bestudeerde en verzamelde ook fossielen en publiceerde een verhandeling over de fossielen van Champagne. Ook was hij de eerste die inzag dat de vorm van een rivierdal bepaald wordt door de manier waarop de rivier zich inslijt in de topografie. Hij maakte reizen door diverse Europese landen waar hij telkens de aanwezigheid van grondstoffen bestudeerde.
In 1751 bestudeerde Guettard de stenen en het landschap in Auvergne en concludeerde dat het vulkanisch gesteente en vulkanische landvormen betrof, hoewel deze vulkanen niet meer actief zijn. De geoloog Barthélémi Faujas de Saint-Fond beweerde overigens eerder tot dezelfde conclusie te zijn gekomen. De ontdekking zou het begin van het plutonisme zijn, de theorie dat gesteenten door vulkanisme kunnen vormen.
Guettard was van plan heel Frankrijk mineralogisch in kaart te brengen. Hij begon met de omgeving van Parijs en Dauphiné. In 1762 werd hij bij de kartering geholpen door zijn leerling Antoine Laurent Lavoisier (later bekend geworden als scheikundige). Het doel bleek te ambitieus en Guettard publiceerde slechts een klein deel van de oorspronkelijk geplande kaartbladen. Het werk kwam in 1777 voortijdig ten einde toen Antoine-Grimald Monnet, die later mee was gaan werken, een aantal kaartbladen publiceerde die volgens Guettard en Lavoisier nog niet klaar waren. Guettard trok zich daarna terug.
In tegenstelling tot Guettard, die slechts in het voorkomen van mineralen en natuursteen als grondstoffen geïnteresseerd was, interesseerde Lavoisier zich ook in de opeenvolging van gesteentelagen. Hij voegde deze informatie toe aan de kaarten en zou daarmee vooruitlopen op het werk van Alexandre Brongniart en Georges Cuvier, die in 1808 de eerste geologische kaart van Frankrijk publiceerden.

## Vernoemingen
Naar Guettard is de marerug Dorsum Guettard op de Maan genoemd. Carl Linnaeus noemde een geslacht van sterbladigen (Guettarda) naar hem.
- Bibliothèque nationale de France: cb13556462k (data)
- Author citation (botany): Guett.
- Gemeinsame Normdatei: 117576425
- International Standard Name Identifier: 0000 0001 0975 2004
- Library of Congress Control Number: n83227724
- Nationale Bibliotheek van Israël: 987007463546405171
- Nationale Bibliotheek van Polen: a0000002340751
- Nederlandse Thesaurus van Auteursnamen: 128781777
- Système universitaire de documentation: 050837737
- Virtual International Authority File: 56774866
- WorldCat: E39PBJxxfbFr8Wdm6yfPbWYkjC